# Nascar Grand National Series 1964
Nascar Grand National Series 1964 var den 16:e upplagan av den främsta divisionen av professionell stockcarracing i USA sanktionerad av National Association for Stock Car Auto Racing. Säsongen bestod av 62 race och inleddes redan 10 november 1963 på Concord Speedway i Concord i North Carolina och avslutades 8 november 1964 på Jacksonville Speedway i Piney Green i North Carolina.
Serien vanns av Richard Petty i en Plymouth körandes för Petty Enterprises. Dom tre framgångsrikaste bilmärkena var Ford med 30 segrar, Dodge med 15 segrar och Plymouth med 12 segrar.
Två förare förolyckades under tävling. Joe Weatherly omkom på Riverside International Raceway 19 januari när han vid en kollition med banans skyddsräcke slog i sitt huvud. Fireball Roberts ådrog sig svåra brännskador på Charlotte Motor Speedway 24 maj 1964 när hans bil fattat eld. Han avled senare av komplikationer på Charlotte Memorial Hospital 2 juli samma år. Bägge förarna hedrades med att få varsit lopp uppkallat efter sig, Joe Weatherly 150 som kördes 12 april på Orange Speedway i North Carolina och Fireball Roberts 200 som kördes 10 juli på Old Bridge Stadium I New Jersey. Ytterligare en förare, Jimmy Pardue, omkom under en däckstest för Good Year 22 september på Charlotte Motor Speedway. Pardue blev postumt 5:a i förarmästerskapet.

## Resultat
| Nr      | Datum        | Tävling                    | Bana                                                         | Pole            | Vinnare          | Konstruktör | Start | Rapport |
| ------- | ------------ | -------------------------- | ------------------------------------------------------------ | --------------- | ---------------- | ----------- | ----- | ------- |
| 1       | 10 november  | Textile 250                | Concord Speedway Concord, North Carolina                     | David Pearson   | Ned Jarrett      | Ford        | 3     | Rapport |
| 2       | 17 oktober   | The First 510              | Augusta International Raceway, Augusta, Georgia              | Fred Lorenzen   | Fireball Roberts | Ford        | 2     | Rapport |
| 3       | 1 december   | Jacksonville 200           | Speedway Park, Jacksonville, Florida                         | Jack Smith      | Wendell Scott    | Chevrolet   | 15    | Rapport |
| 4       | 29 december  | Sunshine 200               | Savannah Speedway, Savannah, Georgia                         | Ned Jarrett     | Richard Petty    | Plymouth    | 5     | Rapport |
| 5       | 19 januari   | Motor Trend 500            | Riverside International Raceway i Riverside i Kalifornien    | Fred Lorenzen   | Dan Gurney       | Ford        | 4     | Rapport |
| 6       | 21 februari  | Daytona 500 Qualifier #1   | Daytona International Speedway, Daytona Beach, Florida       | Paul Goldsmith  | Junior Johnson   | Dodge       | 2     | Rapport |
| 7       | 21 februari  | Daytona 500 Qualifier #2   | Daytona International Speedway, Daytona Beach, Florida       | Richard Petty   | Bobby Isaac      | Dodge       | 4     | Rapport |
| 8       | 23 februari  | Daytona 500                | Daytona International Speedway, Daytona Beach, Florida       | Paul Goldsmith  | Richard Petty    | Plymouth    | 2     | Rapport |
| 9       | 10 mars      | Richmond 250               | Atlantic Rural Fairgrounds, Richmond, Virginia               | Ned Jarrett     | David Pearson    | Dodge       | 9     | Rapport |
| 10      | 22 mars      | Southeastern 500           | Bristol International Speedway, Bristol, Tennessee           | Marvin Panch    | Fred Lorenzen    | Ford        | 2     | Rapport |
| 11      | 28 mars      | Greenville 200             | Greenville-Pickens Speedway, Easley, South Carolina          | Dick Hutcherson | David Pearson    | Dodge       | 9     | Rapport |
| 12      | 30 mars      | Race 12                    | Bowman Gray Stadium, Winston-Salem, North Carolina           | Marvin Panch    | Marvin Panch     | Ford        | 1     |         |
| 13      | 5 april      | Atlanta 500                | Atlanta International Raceway, Atlanta, Georgia              | Fred Lorenzen   | Fred Lorenzen    | Ford        | 1     | Rapport |
| 14      | 11 april     | Race 14                    | Asheville-Weaverville Speedway, Weaverville, North Carolina  | Marvin Panch    | Marvin Panch     | Ford        | 1     |         |
| 15      | 12 april     | Joe Weatherly 150          | Orange Speedway, Hillsborough, North Carolina                | David Pearson   | David Pearson    | Dodge       | 1     | Rapport |
| 16      | 14 april     | Race 16                    | Piedmont Interstate Fairgrounds, Spartanburg, South Carolina | Dick Hutcherson | Ned Jarrett      | Ford        | 4     |         |
| 17      | 16 april     | Columbia 200               | Columbia Speedway, Cayce, South Carolina                     | David Pearson   | Ned Jarrett      | Ford        | 2     | Rapport |
| 18      | 19 april     | Gwyn Staley 400            | North Wilkesboro Speedway, North Wilkesboro North Carolina   | Fred Lorenzen   | Fred Lorenzen    | Ford        | 1     | Rapport |
| 19      | 26 april     | Virginia 500               | Martinsville Speedway, Ridgeway, Virginia                    | Fred Lorenzen   | Fred Lorenzen    | Ford        | 1     | Rapport |
| 20      | 1 maj        | Savannah 200               | Savannah Speedway, Savannah, Georgia                         | Jimmy Pardue    | LeeRoy Yarbrough | Plymouth    | 4     | Rapport |
| 21      | 9 maj        | Rebel 300                  | Darlington Raceway, Darlington, South Carolina               | Fred Lorenzen   | Fred Lorenzen    | Ford        | 1     | Rapport |
| 22      | 15 maj       | Tidewater 250              | Langley Raceway, Hampton, Virginia                           | David Pearson   | Ned Jarrett      | Ford        | 4     | Rapport |
| 23      | 16 maj       | Hickory 250                | Hickory Motor Speedway, Hickory, North Carolina              | Junior Johnson  | Ned Jarrett      | Ford        | 2     | Rapport |
| 24      | 17 maj       | Race 24                    | South Boston Speedway, South Boston, Virginia                | Marvin Panch    | Richard Petty    | Plymouth    | 7     |         |
| 25      | 24 maj       | World 600                  | Charlotte Motor Speedway, Charlotte, North Carolina          | Jimmy Pardue    | Jim Paschal      | Plymouth    | 12    | Rapport |
| 26      | 30 maj       | Pickens 200                | Greenville-Pickens Speedway, Easley, South Carolina          | Marvin Panch    | LeeRoy Yarbrough | Plymouth    | 8     | Rapport |
| 27      | 31 maj       | Race 27                    | New Asheville Speedway, Asheville, North Carolina            | Richard Petty   | Ned Jarrett      | Ford        | 2     |         |
| 28      | 7 juni       | Dixie 400                  | Atlanta International Raceway, Atlanta, Georgia              | Junior Johnson  | Ned Jarrett      | Ford        | 17    | Rapport |
| 29      | 11 juni      | Race 29                    | Concord Speedway Concord, North Carolina                     | Richard Petty   | Richard Petty    | Plymouth    | 1     |         |
| 30      | 14 juni      | Music City 200             | Nashville Speedway, Nashville, Tennessee                     | David Pearson   | Richard Petty    | Plymouth    | 2     | Rapport |
| 31      | 19 juni      | Confederate 300            | Boyd's Speedway, Ringgold, Georgia                           | Richard Petty   | David Pearson    | Dodge       | 2     | Rapport |
| 32      | 21 juni      | Race 32                    | Fairgrounds Raceway, Birmingham, Alabama                     | David Pearson   | Ned Jarrett      | Ford        | 2     |         |
| 33      | 23 juni      | Race 33                    | Valdosta 75 Speedway, Valdosta, Georgia                      | Ned Jarrett     | Buck Baker       | Dodge       | 2     |         |
| 34      | 26 juni      | Race 34                    | Piedmont Interstate Fairgrounds, Spartanburg, South Carolina | David Pearson   | Ned Jarrett      | Plymouth    | 2     |         |
| 35      | 4 juli       | Firecracker 400            | Daytona International Speedway, Daytona Beach, Florida       | Darel Dieringer | A.J. Foyt        | Dodge       | 19    | Rapport |
| 36      | 8 juli       | Old Dominion 400           | Old Dominion Speedway, Manassas, Virginia                    | Ned Jarrett     | Ned Jarrett      | Ford        | 1     | Rapport |
| 37      | 10 juli      | Fireball Roberts 200       | Old Bridge Stadium, Old Bridge Township, New Jersey          | Billy Wade      | Billy Wade       | Mercury     | 1     | Rapport |
| 38      | 12 juli      | Race 38                    | Bridgehampton Raceway, Bridgehampton, New York               | Richard Petty   | Billy Wade       | Mercury     | 3     |         |
| 39      | 15 juli      | Race 39                    | Islip Speedway, Islip, New York                              | Billy Wade      | Billy Wade       | Mercury     | 1     |         |
| 40      | 19 juli      | The Glen 151,8             | Watkins Glen International, Watkins Glen, New York           | Billy Wade      | Billy Wade       | Mercury     | 1     | Rapport |
| 41      | 21 juli      | Pennsylvania 200           | Lincoln Speedway, New Oxford, Pennsylvania                   | David Pearson   | David Pearson    | Dodge       | 1     | Rapport |
| 42      | 26 juli      | Volunteer 500              | Bristol International Speedway, Bristol, Tennessee           | Richard Petty   | Fred Lorenzen    | Ford        | 8     | Rapport |
| 43      | 2 augusti    | Nashville 400              | Nashville Speedway, Nashville, Tennessee                     | Richard Petty   | Richard Petty    | Plymouth    | 1     | Rapport |
| 44      | 7 augusti    | Race 44                    | Rambi Raceway, Myrtle Beach, South Carolina                  | David Pearson   | David Pearson    | Dodge       | 1     |         |
| 45      | 9 augusti    | Western North Carolina 500 | Asheville-Weaverville Speedway, Weaverville, North Carolina  | Junior Johnson  | Ned Jarrett      | Ford        | 4     |         |
| 46      | 13 augusti   | Moyock 300                 | Dog Track Speedway, Moyock, North Carolina                   | Ned Jarrett     | Ned Jarrett      | Ford        | 1     | Rapport |
| 47      | 16 augusti   | Mountaineer 500            | West Virginia International Huntington, West Virginia        | Billy Wade      | Richard Petty    | Plymouth    | 3     | Rapport |
| 48      | 21 augusti   | Sandlapper 200             | Columbia Speedway, Cayce, South Carolina                     | Ned Jarrett     | David Pearson    | Dodge       | 9     | Rapport |
| 49      | 22 augusti   | Myers Brothers 250         | Bowman Gray Stadium, Winston-Salem, North Carolina           | Junior Johnson  | Junior Johnson   | Ford        | 1     | Rapport |
| 50      | 23 augusti   | Race 50                    | Starkey Speedway, Roanoke, Virginia                          | Glen Wood       | Junior Johnson   | Ford        | 3     |         |
| 51      | 7 september  | Southern 500               | Darlington Raceway, Darlington, South Carolina               | Richard Petty   | Buck Baker       | Dodge       | 6     | Rapport |
| 52      | 11 september | Buddy Shuman 250           | Hickory Motor Speedway, Hickory, North Carolina              | David Pearson   | David Pearson    | Dodge       | 1     | Rapport |
| 53      | 14 september | Capital City 300           | Atlantic Rural Fairgrounds, Richmond, Virginia               | Ned Jarrett     | Cotton Owens     | Dodge       | 3     | Rapport |
| 54      | 18 september | Race 54                    | Old Dominion Speedway, Manassas, Virginia                    | David Pearson   | Ned Jarrett      | Ford        | 3     |         |
| 55      | 20 september | Race 55                    | Orange Speedway, Hillsborough, North Carolina                | David Pearson   | Ned Jarrett      | Ford        | 6     |         |
| 56      | 27 september | Old Dominion 500           | Martinsville Speedway, Ridgeway, Virginia                    | Fred Lorenzen   | Fred Lorenzen    | Ford        | 1     | Rapport |
| 57      | 9 oktober    | Race 57                    | Savannah Speedway, Savannah, Georgia                         | Ned Jarrett     | Ned Jarrett      | Ford        | 1     |         |
| 58      | 11 oktober   | Wilkes 400                 | North Wilkesboro Speedway, North Wilkesboro North Carolina   | Junior Johnson  | Marvin Panch     | Ford        | 5     | Rapport |
| 59      | 18 oktober   | National 400               | Charlotte Motor Speedway, Charlotte, North Carolina          | Richard Petty   | Fred Lorenzen    | Ford        | 3     | Rapport |
| 60      | 25 oktober   | Race 60                    | Harris Speedway, Harris, North Carolina                      | Billy Wade      | Richard Petty    | Plymouth    | 4     |         |
| 61      | 1 november   | Jaycee 300                 | Augusta Speedway, Augusta, Georgia                           | Ned Jarrett     | Darel Dieringer  | Mercury     | 5     | Rapport |
| 62      | 8 november   | Race 62                    | Jacksonville Speedway, Piney Green, North Carolina           | Doug Yates      | Ned Jarrett      | Ford        | 2     |         |
| Källor: |              |                            |                                                              |                 |                  |             |       |         |

## Slutställning
| Plats   | Förare           | Starter | Vinster | Top 5 | Top 10 | Pole | Ledda varv | Prispengar | Poäng  | +\-    |
| ------- | ---------------- | ------- | ------- | ----- | ------ | ---- | ---------- | ---------- | ------ | ------ |
| 1       | Richard Petty    | 61      | 9       | 37    | 43     | 8    | 3405       | $114 771   | 40242  |        |
| 2       | Ned Jarrett      | 59      | 15      | 40    | 45     | 9    | 3304       | $71 924    | 34950  | –5302  |
| 3       | David Pearson    | 61      | 8       | 29    | 42     | 12   | 2385       | $ 45 542   | 32146  | –8106  |
| 4       | Billy Wade       | 35      | 4       | 12    | 25     | 5    | 954        | $36 095    | 28474  | –11778 |
| 5       | Jimmy Pardue     | 50      | 0       | 14    | 24     | 2    | 237        | $41 597    | 26570  | –13682 |
| 6       | Curtis Crider    | 59      | 0       | 7     | 30     | 0    | 0          | $22 170    | 25606  | –14646 |
| 7       | Jim Paschal      | 22      | 1       | 10    | 15     | 0    | 155        | $60 116    | 25450  | –14802 |
| 8       | Larry Thomas     | 43      | 0       | 9     | 27     | 0    | 0          | $21 226    | 22950  | –17302 |
| 9       | Buck Baker       | 34      | 2       | 15    | 18     | 0    | 159        | $43 781    | 22366  | –17886 |
| 10      | Marvin Panch     | 31      | 3       | 18    | 21     | 5    | 648        | $34 836    | 21480  | –18772 |
| 11      | Darel Dieringer  | 27      | 1       | 6     | 13     | 1    | 238        | $20 648    | 19972  | –20280 |
| 12      | Wendell Scott    | 56      | 1       | 8     | 25     | 0    | 27         | $16 494    | 19574  | –20678 |
| 13      | Fred Lorenzen    | 16      | 8       | 10    | 10     | 7    | 2375       | $73 859    | 18 098 | –22154 |
| 14      | Junior Johnson   | 29      | 3       | 12    | 15     | 5    | 1116       | $26 974    | 17066  | –23186 |
| 15      | LeeRoy Yarbrough | 34      | 2       | 11    | 15     | 0    | 200        | $16 629    | 16172  | –24080 |
| Källor: |                  |         |         |       |        |      |            |            |        |        |

- Notering: Endast de femton främsta förarna redovisas.